# Макс Сеек
Макс Сеек (на фински: Max Seeck) е финландски режисьор, сценарист, писател, автор на произведения в жанровете трилър и криминален роман. Той е също филмов продуценти и съсобственик на хокейния клуб „Йокерит“ в Хелзинки.

## Биография и творчество
Роден е в Хелзинки, Финландия през 1985 г. Баща му е предприемач от немски произход, майка му е художничка. Сеек завършва гимназия в Немското училище в Хелзинки.
Следва икономика, специалност финанси и маркетинг, в Икономическия университет в Талин. След това работи в Danske Bank. През 2010 г. получава бакалавърска степен по бизнес науки. След дипломирането си съосновава със свои състуденти компанията Off Road Promotion & Management, специализирана в електронния маркетинг и става неин главен изпълнителен директор. В компанията се занимава с продажби, обслужване на клиенти и обучение за продажби. Заедно с предприемаческата си дейност получава магистърска степен по бизнес администрация в Цюрих.
Първия си роман започва на почивка в Хърватия през 2013 г. с еднодневна екскурзия в Мостар, където среща ветерани военноинвалиди от войната в Босна и Херцеговина. За да пише, напуска компанията и работи като независим консултант.
Първият му трилър „Ангелите на Хамурапи“ от поредицата „Даниел Куисма“ е издаден през 2016 г. В нея главен герой е финландският професионален войник Даниел Куисма, чиито приключения са свързани с войната и разпадането на Югославия. Следват романите му „Докосването на Мефистофел“ (2017) и „Призивът на Хадес“ (2018). Поредицата е приета добре от критиката, книгите са издадени и в други страни.
В периода 2018 – 2019 г. работи като филмов продуцент в 2 финландски комедии.
През 2019 г. е издаден първият му криминален роман „Ловци на вещици“ от поредицата „Йесика Ниеми“. Първият случай на младата полицайка Йесика Ниеми е зловещо убийство в идилично предградие на Хелзинки. Тялото на съпругата Мария на световноизвестния писател Рогер Копонен е поставено на трапезната маса в луксозния семеен дом край мразовития финландски бряг, като изобразява до последния детайл сцена от популярната трилогия на писателя. Разследването бързо се усложнява с нови жертви и окултната тематика на серийния убиец. Трилърът става бестселър в списъка на „Ню Йорк Таймс“, което е сензация за произведение на финландски писател. Романът е издаден в над 40 страни по света и се работи в Холивуд по адаптирането му в телевизионен сериал.
През 2002 г. режисира хорър филма Koputus, на който е и съсценарист. Филмът разказва за 3 братя и сестри, които се опитват да продадат къщата, в която родителите им са били убити преди години.
През 2023 г. печели наградата „Стъклен ключ“ за най-добър скандинавски криминален роман за трилъра „Омраза“ от поредицата „Йесика Ниеми“.
Макс Сеек живее със семейството си в Еспоо, Финландия.

## Произведения

### Поредица „Даниел Куисма“ (Daniel Kuisma)
1. Hammurabin enkelit (2016)[2]
2. Mefiston kosketus (2017)
3. Haadeksen kutsu (2018)

### Поредица „Йесика Ниеми“ (Jessica Niemi)
1. Uskollinen lukija (2019)[1][2]
Ловци на вещици. Първият случай на Йесика Ниеми, изд.: „Емас“, София (2021), прев. Максим Стоев
2. Pahan verkko (2020)
Мрежа, изд.: „Емас“, София (2022), прев. Максим Стоев
3. Kauna (2021) – награда „Стъклен ключ“
Омраза, изд.: „Емас“, София (2023), прев. Емилия Ничева-Карастойчева
4. Loukko (2022)

### Екранизации
- 2022 Koputus

### Филмография
- 2018 Swingers
- 2019 Täydellinen joulu
- 2022 Koputus